# Pic des Gabiétous oriental
Ne doit pas être confondu avec Pic de Gabiédou.
Le pic des Gabiétous oriental (en espagnol Gabieto Norte) est un sommet des Pyrénées, situé sur la frontière franco-espagnole entre les Hautes-Pyrénées, en région Occitanie, et la province de Huesca dans la communauté d'Aragon, qui culmine à 3 031 mètres d'altitude dans le massif du Mont-Perdu.
Il forme l'ensemble des pics des Gabiétous avec son pendant, le pic des Gabiétous occidental (altitude 3 034 mètres, en espagnol Gabieto Sur) qui se situe entièrement en Espagne.

## Toponymie
En occitan gabiétou signifie « rhododendron ».

## Géographie
Il est situé entre le département des Hautes-Pyrénées en pays Toy, en partie sud de la vallée des Pouey Aspé sur la commune de Gavarnie-Gèdre et la vallée de Bujaruelo et le valle de Araza en Espagne.

### Topographie
Il est situé au sud des Tourettes, au nord-ouest du col des Gabiétous, à l'est du pic des Gabiétous occidental, au sud-ouest de la vallée des Pouey Aspé et sur la crête des Gabiétous en Espagne. Il surplombe le glacier des Gabiétous au nord.

### Hydrographie
Le sommet délimite la ligne de partage des eaux entre le bassin de la Garonne côté nord, qui se déverse dans l'Atlantique, et le bassin de l'Èbre, qui coule vers la Méditerranée côté sud.

## Voies d'accès
Côté français, au départ du col de Tentes, se rendre à pied au port de Boucharo puis prendre la direction des Tourettes, et rester sur les crêtes jusqu'au pic.

## Protection environnementale
Le pic est situé dans le parc national des Pyrénées et fait partie d'une zone naturelle protégée, classée ZNIEFF de type 1 : « cirques d'Estaubé, de Gavarnie et de Troumouse » et de type 2 : « haute vallée du gave de Pau : vallées de Gèdre et Gavarnie ».